# Готська мова
Готська мова (𐌲𐌿𐍄𐌰𐍂𐌰𐌶𐌳𐌰, Gutarazda) — мертва мова, якою розмовляли готи. Належить до східногерманської групи індоєвропейської родини мов.

## Назва
Найменування мови пов'язано з племенною назвою готів та трансформацією цього етноніму в пізньоантичних та ранньосередньовічних джерелах. Самоназва готів *gut- відновлюється за засвідченим у готському церковному календарі слову gutthiuda «країна готів». В пізніших джерелах була прийнята форма Gothi, від якої і походить назва мови.

## Класифікація
Це єдина східногерманська мова, яку сьогодні можна відтворити, оскільки інші — зокрема вандальська та бургундська — відомі лише у власних назвах, зафіксованих у історичних хроніках. Назва групи була дана за територіальною ознакою: в останні століття до н. е. та в перші століття н. е. готи і близькі до них племена (гепіди, вандали, бургунди, руги, скири) розташовувались на схід від місць поселення інших германських племен. В середині VI століття готська мова почала занепадати. До VIII століття вона збереглася на Піренейському півострові, а до IX — в гірських районах Криму (кримськоготська мова). Сьогодні готська мова є важливою насамперед для порівняльної лінгвістики.

## Пам'ятки

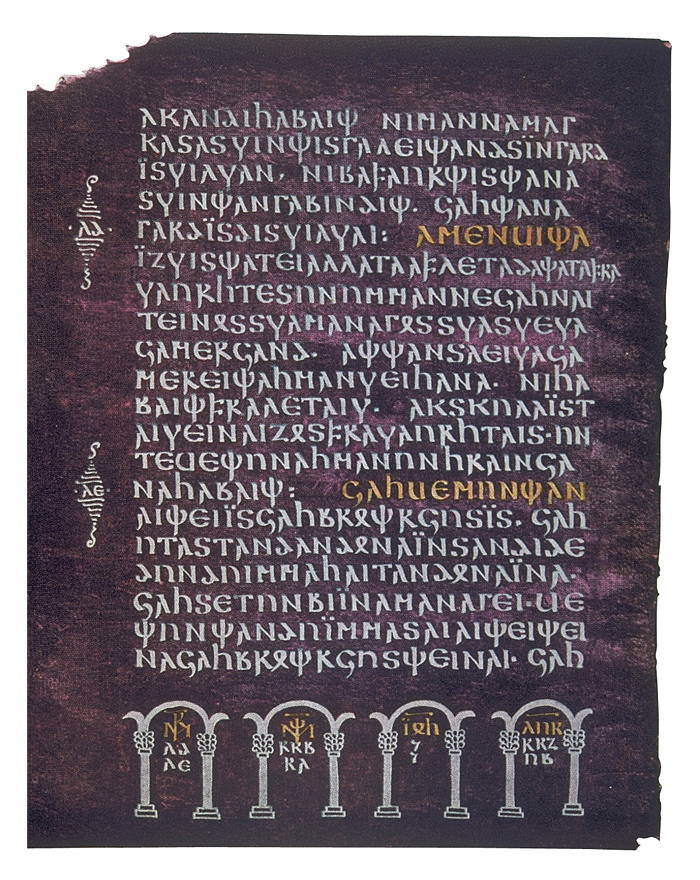
Сторінка біблії готською мовою

Готська — найраніше засвідчена з-поміж усіх германських мов (найдавніші документи цією мовою належать до IV століття), проте до нашого часу дійшла незначна кількість документів готською мовою. Відома мова, головним чином, завдяки готському перекладу Біблії, який, вважається, виконав вестготський єпископ Ульфіла.
Також представлена перекладними письмовими пам'ятками 4-6 ст.., створення та функціонування яких було пов'язано з богослужбовою практикою готської аріанської громади. Мова готських текстів служила також як койне для інших германців-аріан і повпливала на формування нової сакральної лексики інших германських мов. Є достатні підстави припускати двомовність (володіння готською та латиною) або навіть поліглоссію (володіння готською, латиною та грецькою) більшості готів, що розселилися на території Східної Римської імперії, у варварських королівствах і на території Криму.
Найзначніші пам'ятки готської мови — уривки перекладу Євангелія, апостольських Послань і Старого Заповіту, рукописи яких походять з Італії, — належать переважно до 6 ст., Але, очевидно, являють собою пізні списки і варіанти текстів, створених в 4-5 ст. До дрібних пам'яток належать уривки готського церковного календаря, уривок аріанського догматичного коментаря до Євангелія від Іоанна (Skeireins; назва означає «Пояснення» і дано перше видавцем рукопису К. Ф. Массманом), готський алфавіт і окремі словосполучення з перекладу Євангелія, що збереглися в Зальцбурзько-Віденському (Алкуїновому) рукописі кінця 9 ст., готські підписи до латинських купчих (6 ст.) і окремі глоси до латинського тексту аріанського єпископа Максиміна (6 ст.). Є старорунічні пам'ятки — напис на золотому персні з П'єтро[а]си, напис на наконечнику списа з Ковеля і на прясельце з Лецкан, за певними фонетичними ознаками визначеними як готські або східногерманські, хоча питання це відноситься до числа дискусійних.

## Характеристика

### Діалекти

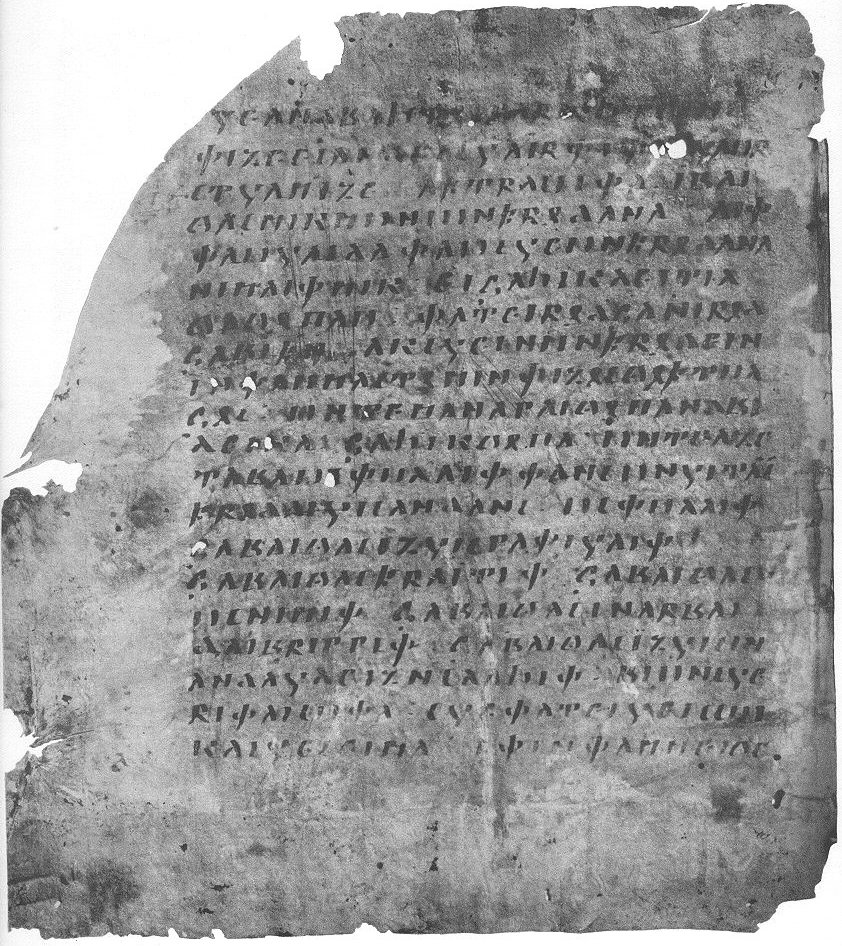
Codex Ambrosianus B

Готська мова характеризується однаковістю форм і обмеженою кількістю фонетичних, морфологічних і лексичних коливань. Проблема діалектного членування готської мови — окреме питання в дискусії про діалекти східногерманської групи мов. Обмеженість готського і убогість сукупного східногерманського матеріалу не дозволяє прийти до остаточних висновків; найдоведенішими є положення про певну специфіку остготського і кримсько-готського діалектів в порівнянні з вестготським.

### Фонетика
Фонологічна система готської мови, відновлювана для епохи створення готської писемності (4 ст.), характеризується архаїчністю системи голосних, позиційним чергуванням дзвінких проривних і дзвінких спірантів, збереженням лабіовелярних hw і kw, вкрай обмеженою кількістю комбінаторних змін голосних. Готська орфографія не дає послідовного розрізнення довготи і стислості голосних і ніяк не виділяє наголошені склади. Тому особливості готського короткого і довгого вокалізму і наголоси встановлюються на підставі даних самої готської мови із залученням порівняльного матеріалу інших давньогерманських мов. Для готської мови реконструюється сильний динамічний наголос на першому складі. В цілому фонологічна система готської мови близька загальногерманській.

### Морфологія
Готська є мовою флективного типу (тобто граматичні значення виражаються в ньому засобами словозміни). Для системи відмінювання характерні: диференціація за типом основи залежно від основотворного суфікса, наявність трьох родів — чоловічого, жіночого і середнього, категорії числа — однини, множини і реліктів двоїни, чотирьох відмінків — називного, родового, давального, знахідного, а в однині також кличного. В системі імені прикметника є сліди диференціації за типом основи, сильний і слабкий тип відмінювання, три ступені порівняння; серед займенників є особові, присвійні, вказівні, відносні, питальні, невизначені. У системі дієслова за способом утворення граматичних форм розрізняються так звані сильні дієслова (де граматичні значення виражаються засобами «внутрішньої флексії», тобто чергувань голосного основи), слабкі (використовуються для цих цілей суфіксації), неправильні дієслова. Немає спеціальної форми майбутнього часу. До іменних форм належать інфінітив, дієприкметники теперішнього і минулого часу; відмінювання включає форму двоїни. Артикль в готській мові відсутній; артиклеподібне вживання вказівного займенника обумовлено орієнтацією готських текстів на грецькі зразки.
В цілому морфологічний лад готської мови характеризується значним архаїзмом. До консервативних особливостей готської мови належать широке використання внутрішньої флексії, або аблаута, досить послідовне збереження структурної схеми давньогерманських типів відмінювання, нерозвиненість аналітичних конструкцій в системі дієслова, стійкість стародавньої категорії медіопасива, наявність особливого класу дієслів, що утворюють часові форми за допомогою редуплікації (подвоєння початкового складу кореня), збереження двоїни. Разом з тим у готській мові є й окремі індивідуальні новоутворення.
Словотворення в готській мові може здійснюватися за допомогою суфіксації, префіксації і внутрішньої флексії. Можливо одночасне використання різних способів словотворення.

### Синтаксис
Специфіка готського синтаксису в цілому обумовлена перекладним характером текстів (орієнтацією перекладача на грецькі й латинські моделі). Разом з тим структура простого речення в готській в найважливіших ознаках збігається зі структурою пропозиції в інших германських мовах. У готській представлені двоскладні та односкладні пропозиції. Як підмет виступають іменник, займенник, субстантивовані прикметники і прислівники, інфінітив. Присудок у готській мові може бути простим і складеним (іменним або дієслівним). Порядок слів вільний. Синтаксис складнопідрядного речення представлений численними структурними зразками. Є абсолютні конструкції (які не завжди обумовлені грецьким оригіналом) — абсолютний давальний, абсолютний знахідний, абсолютний називний. Вельми уживаний синтаксичний оборот accusativus cum infinitivo.

### Лексика
Лексика готської мови зберігає близькість до загальногерманського словника, хоча в ряді випадків спостерігаються інновації, очевидно, обумовлені відокремленим становищем готської серед інших германських мов. Завдяки своїй консервативності матеріал готської мови має першорядне значення при побудові порівняльної граматики германських мов.

## Контакти з іншими мовами
Участь готської мови в мовних контактах простежується при наявності певного пласту лексичних запозичень з латини та грецької. Багато хто з цих запозичень проникли в готську мову ще в дописемну епоху (іноді, судячи з непрямих даних, через посередництво інших мов). До дописемної епохи належать і декотрі запозичення зо слов'янських мов. Запозичення з давньоєврейської мови належать епосі перекладу Біблії і проходили за посередництвом грецької та латинської мов. Поряд з іншими східногерманськими мовами готська послужила джерелом лексичних запозичень в слов'янські мови (давньоруські позначення зброї: мечь, шоломъ; терміни права: дългъ; побутова лексика: хлѣбъ, хлѣвъ та ін.).
З готської мови до української були запозичені слова: «князь», «меч», «хліб» тощо.
- бук (гот. bōkа)[1]
- буква (гот. bōkа, bōkōs)[1]
- броня (гот. brunjó, давн-англ. brunnia, «нагрудник»)[1]
- хліб (гот. 𐌷𐌻𐌰𐌹𐍆𐍃, латиніз. hlaifs, давн.в-нім. *hlaiba, давн-англ. hlàf, англ. loaf)[1]
- князь (гот. *kuniggs, давн.в-нім. *kuningaz, нім. König, давн-англ. cyning, англ. king)[1]
- лікар (гот. lékeis), лікувати (гот. lèkínōn)[1]
- церква (гот. *kyrikō, давн-англ. cirice)[1]

## Алфавіт
В основі письма лежить готська абетка. Виникнення готської писемності пов'язане з діяльністю вестготського аріанського єпископа Вульфіли (бл. 311 — бл. 383), за свідченнями древніх авторів створив готський алфавіт, переклад Біблії і літургійних текстів. Основою готського письма є грецький алфавіт, на що вказує форма букв та їх порядок; для деяких графем відзначається також вплив латинського алфавіту і рунічної традиції. Найважливіші готські рукописи — Codex Argenteus «Срібний кодекс» (V-VI ст.), Codex Carolinus «Каролінський кодекс» (V ст., паралельний текст готською та латинською мовою), Codices Ambrosiani «Амброзіанські кодекси» (V-VI ст. ; уривки Євангелія, послань, фрагменти Старого Заповіту). У виданнях нового часу готські пам'ятки відтворюються в латинській транслітерації. Звукове значення ряду графем (ai, au та ін.) залишається дискусійним.

## Приклад
| Готська                                          | Транслітерація                                   | Буквальний переклад                    | Транскрипція IPA                                       |
| ------------------------------------------------ | ------------------------------------------------ | -------------------------------------- | ------------------------------------------------------ |
| 𐌰𐍄𐍄𐌰 𐌿𐌽𐍃𐌰𐍂 𐌸𐌿 𐌹𐌽 𐌷𐌹𐌼𐌹𐌽𐌰𐌼                         | atta unsar þu in himinam                         | Отче наш, ти на небі                   | /ˈatːa ˈunsar θuː in ˈhiminam                          |
| 𐍅𐌴𐌹𐌷𐌽𐌰𐌹 𐌽𐌰𐌼𐍉 𐌸𐌴𐌹𐌽                                | weihnai namo þein                                | нехай святиться ім'я твоє.             | ˈwiːhnɛː ˈnamoː θiːn                                   |
| 𐌵𐌹𐌼𐌰𐌹 𐌸𐌹𐌿𐌳𐌹𐌽𐌰𐍃𐍃𐌿𐍃 𐌸𐌴𐌹𐌽𐍃                          | qimai þiudinassus þeins                          | Нехай прийде царство твоє,             | ˈkʷimɛː ˈθiu̯ðinasːus θiːns                             |
| 𐍅𐌰𐌹𐍂𐌸𐌰𐌹 𐍅𐌹𐌻𐌾𐌰 𐌸𐌴𐌹𐌽𐍃                              | wairþai wilja þeins                              | нехай буде воля твоя,                  | ˈwɛrθɛː ˈwilja θiːns                                   |
| 𐍃𐍅𐌴 𐌹𐌽 𐌷𐌹𐌼𐌹𐌽𐌰 𐌾𐌰𐌷 𐌰𐌽𐌰 𐌰𐌹𐍂𐌸𐌰𐌹                     | swe in himina jah ana airþai                     | як на небі, так і на землі.            | sweː in ˈhimina jah ana ˈɛrθɛː                         |
| 𐌷𐌻𐌰𐌹𐍆 𐌿𐌽𐍃𐌰𐍂𐌰𐌽𐌰 𐌸𐌰𐌽𐌰 𐍃𐌹𐌽𐍄𐌴𐌹𐌽𐌰𐌽 𐌲𐌹𐍆 𐌿𐌽𐍃 𐌷𐌹𐌼𐌼𐌰 𐌳𐌰𐌲𐌰 | hlaif unsarana þana sinteinan gif uns himma daga | Хліб наш насущний, дай нам цього дня,  | hlɛːɸ ˈunsarana ˈθana ˈsinˌtiːnan ɡiɸ uns ˈhimːa ˈdaɣa |
| 𐌾𐌰𐌷 𐌰𐍆𐌻𐌴𐍄 𐌿𐌽𐍃 𐌸𐌰𐍄𐌴𐌹 𐍃𐌺𐌿𐌻𐌰𐌽𐍃 𐍃𐌹𐌾𐌰𐌹𐌼𐌰              | jah aflet uns þatei skulans sijaima              | і прости нам борги наші,               | jah aɸˈleːt uns ˈθatiː ˈskulans ˈsijɛːma               |
| 𐍃𐍅𐌰𐍃𐍅𐌴 𐌾𐌰𐌷 𐍅𐌴𐌹𐍃 𐌰𐍆𐌻𐌴𐍄𐌰𐌼 𐌸𐌰𐌹𐌼 𐍃𐌺𐌿𐌻𐌰𐌼 𐌿𐌽𐍃𐌰𐍂𐌰𐌹𐌼     | swaswe jah weis afletam þaim skulam unsaraim     | так, як і ми прощаємо боржникам нашим. | ˈswasweː jah ˈwiːs aɸˈleːtam θɛːm ˈskulam ˈunsarɛːm    |
| 𐌾𐌰𐌷 𐌽𐌹 𐌱𐍂𐌹𐌲𐌲𐌰𐌹𐍃 𐌿𐌽𐍃 𐌹𐌽 𐍆𐍂𐌰𐌹𐍃𐍄𐌿𐌱𐌽𐌾𐌰𐌹              | jah ni briggais uns in fraistubnjai              | І не введи нас у спокусу,              | jah ni ˈbriŋɡɛːs uns in ˈɸrɛːstuβnijɛː                 |
| 𐌰𐌺 𐌻𐌰𐌿𐍃𐌴𐌹 𐌿𐌽𐍃 𐌰𐍆 𐌸𐌰𐌼𐌼𐌰 𐌿𐌱𐌹𐌻𐌹𐌽                    | ak lausei uns af þamma ubilin                    | але визволи нас від зла.               | ak ˈlɔːsiː uns aɸ ˈθamːa ˈuβilin                       |
| 𐌿𐌽𐍄𐌴 𐌸𐌴𐌹𐌽𐌰 𐌹𐍃𐍄 𐌸𐌹𐌿𐌳𐌰𐌽𐌲𐌰𐍂𐌳𐌹 𐌾𐌰𐌷 𐌼𐌰𐌷𐍄𐍃             | unte þeina ist þiudangardi jah mahts             | Бо твоє є царство і сила               | ˈunteː ˈθiːna ist ˈθiu̯ðanˌɡardi jah mahts              |
| 𐌾𐌰𐌷 𐍅𐌿𐌻𐌸𐌿𐍃 𐌹𐌽 𐌰𐌹𐍅𐌹𐌽𐍃                             | jah wulþus in aiwins                             | і слава навіки.                        | jah ˈwulθus in ˈɛːwins/                                |